# Ma'adim Vallis
Ma'adim Vallis es uno de los mayores cañones de Marte. Mide cerca de 700 km de longitud y es bastante más grande que el Gran Cañón del Colorado. Presenta cerca de 20 km de anchura, y en algunos puntos alcanza más de 2 km de profundidad. Ma'adim (מאדים) es el nombre hebreo del planeta Marte.

## Características
Este cañón discurre desde el sur hacia el norte, y probablemente conducía el agua de los lagos del sur hacia el interior del cráter Gusev, que se encuentra situado cerca del ecuador marciano. Se presume que el flujo del agua que cavó el Ma'adim Vallis era muy antiguo, debiendo de datar de la época de la formación de Marte. Algunos cortos canales situados a lo largo de las paredes de Ma'adim serían en realidad canales de drenaje. Estos canales surgen cuando aflora un lecho de agua subterránea, que disuelve parcialmente la roca, esta se desmorona y es transportada por la acción del agua.